# Whymperia ferrugata
Whymperia ferrugata là một loài tò vò trong họ Ichneumonidae.